# Mexikanische Badmintonmeisterschaft 1970
Die Mexikanische Badmintonmeisterschaft 1970 fand in Mexiko-Stadt statt. Es war die 24. Auflage der nationalen Titelkämpfe von Mexiko im Badminton. Vizemeister im Herreneinzel wurde Victor Jaramillo.

## Sieger
| Disziplin    | Sieger                             |
| ------------ | ---------------------------------- |
| Herreneinzel | Roy Díaz González                  |
| Dameneinzel  | keine Daten                        |
| Herrendoppel | Roy Díaz González Victor Jaramillo |
| Damendoppel  | keine Daten                        |
| Mixed        | Guillermo Allier Carolina Allier   |